# Кенжаев, Шарипбай
Шарипбай Кенжаев (каз. Шәріпбай Кенжаев, 1918 год, аул Пискем, Туркестанский край — 2004 год, Куркелес, Сарыагашский район, Южно-Казахстанская область, Казахстан) — колхозник, животновод, Герой Социалистического Труда (1948).

## Биография
Родился в 1918 году в селе Пискем (сегодня — Бостанлыкский район Ташкентской области, Узбекистан). Трудиться стал в раннем возрасте. В 1928 году в возрасте 10 лет вступил в сельскохозяйственную артель имени Султанова, которая позднее была преобразована в колхоз имени Карла Маркса. В 1939 году был призван в Красную Армию, в которой служил до 1941 года. Возвратившись после службы в армии в родной колхоз, работал рядовым колхозником и конюхом. С 1943 года был заведующим коневодческой фермы колхоза имени Карла Маркса. С 1956 года работал в колхозе имени Карла Маркса Сарыагашского района Чимкентской области.
Будучи заведующим коневодческой фермы колхоза имени Карла Маркса Сарыагашского района, под его управлением ферма вырастила в 1947 году 26 жеребят от 26 конематок. За этот трудовой подвиг был удостоен в 1948 году звания Героя Социалистического Труда.

## Награды
- Герой Социалистического Труда — указом Президиума Верховного Совета СССР от 23 июля 1948 года;
- Орден Ленина (1948);